# یخ‌کافت

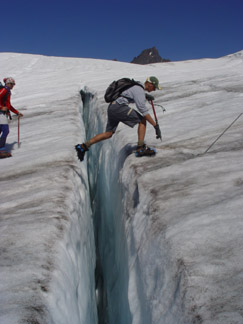
گذر از یخ‌کافت در کوه بیکر در ایالت واشینگتن

یخ‌کافت (به انگلیسی: Crevasse) یک شکاف یا شکستگی ژرف و گود عمودی در یک یخچال یا دیگر توده‌های یخ خشکی یا درون یک میدان برف است.
این پدیده از تنش جنبش تفریقی بر روی یک سطح نابرابر و ناهمواره آفریده می‌شود. یخ‌کافت‌ها گاه زیر برف‌های تازه پنهان هستند. ژرفای برخی از آنها به صد متر نیز می‌رسد.
یخ‌کافت گونه‌های چندی دارد گه از آن میان می‌توان یخ‌کافت عرضی، یخ‌کافت طولی، یخ‌کافت حاشیه‌ای، یخ‌کافت شیبدار را نام برد.
یخ‌کافت از جدی‌ترین و هراس‌آورترین خطرها برای کوهنوردان است که ممکن است زیر پل برفی یا تله برفی پنهان باشد.